# Балканська кухня

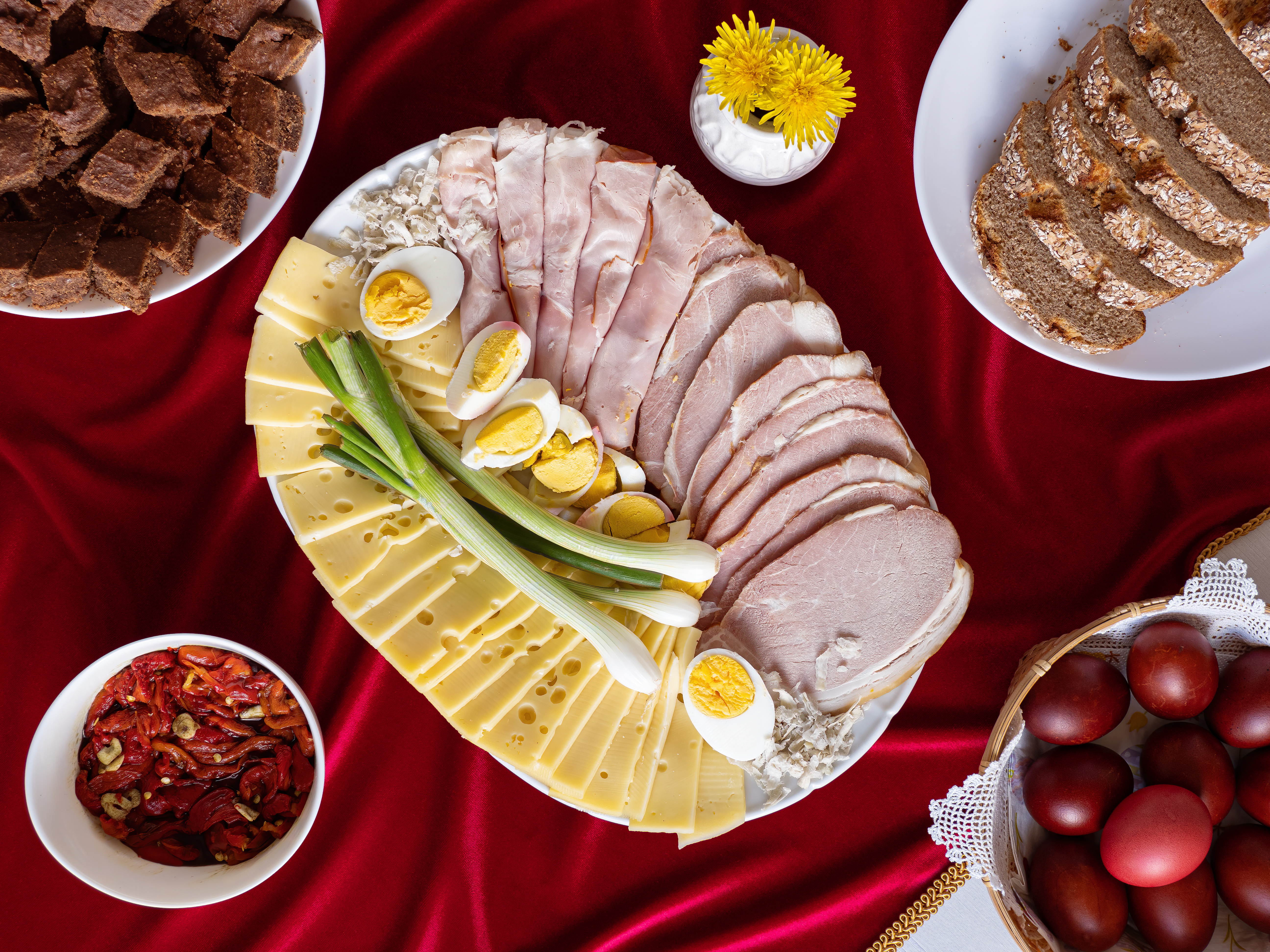

Кухня народів Балканського півострова має особливі, специфічні елементи, такі як пристрасть до свинини, приправи з перцю, неодмінну присутність супу в кожній трапезі. Географічне положення Балканського півострова зумовило наявність загальних елементів між кулінарними традиціями балканських країн і кухнями сусідніх культур. Таким чином, «Балканська кухня» є радше збірним поняттям, ніж окремою кухнею.

## Кухні, що входять в поняття балканської кухні
Поняття «балканська кухня» охоплює кухні таких країн:
-  Албанія
-  Болгарія
-  Боснія і Герцеговина
-  Греція
- Грецька Македонія
-  Косово
-  Молдова
-  Північна Македонія
-  Румунія
-  Сербія
-  Туреччина
-  Хорватія
-  Чорногорія

## Специфіка кухні
Балканська кухня в основному складається зі щільних і ситних страв, що пояснюється суворими зимами і коротким вегетаційним періодом цього регіону. Один прийом їжі може містити кілька крохмалевмісних страв: наприклад, варена картопля і локшина можуть бути подані спільно як гарнір до основної страви, при цьому супроводжуючи хлібом або булочками .
Всілякі коренеплоди, такі як буряк, морква, картопля та ріпа, нарівні з качанною і цвітною капустою становлять основу кухні всіх Балканських країн. Фаршировані перці та овочеві пиріжки можна зустріти в кожній країні Балканського півострова. Сезонні гриби збирають і сушать, використовуючи їх як головний інгредієнт багатьох страв. Продукти перероблення зерна пшениці, жита, вівса широко поширені з огляду на те, що ці зернові культури швидко достигають і довго зберігаються. Деякі країни також обробляють виноград для його споживання у свіжому вигляді, висушування родзинок і його перероблення в варення, сиропи та вина. Культивація оливкових дерев і кукурудзи зустрічається досить часто, що є ознакою впливу середземноморської культури.

## Історія
Уже в середньовічній повісті про воєводу Дракулу, що проживав у Мутьянській (Угорській) землі, приводиться опис бенкетних столів, заставлених тісайською стерляддю, дунайськими сомами, царськими індичками та запеченими по-королівськи поросятами. З тих же часів збереглася у балканських народів пристрасть до м'яса, особливо до свинини.

## Традиційні страви
- Айвар
- Долма
- Мусака
- Пахлава
- Піта
- Халва
- Чевапчичі

## Прянощі
Приправи в балканській кухні зазвичай додаються в помірних кількостях, їх призначення — відтінити основні смакові якості продукту. Обов'язкова умова — тільки свіжі інгредієнти. Зелений солодкий перець використовується в салатах, червоний гострий — у приправах. Приготування приправ на Балканах є особливим ритуалом: зрілий червоний перець, видаливши з нього серцевину, спочатку сушать, а потім розмелюють. Існує повір'я, що перець обіцяє здоров'я і навіть, нарівні з часником, відганяє різну нечисть.

## Традиційні напої
- Ракія